# Pseudyrias gomberti
Pseudyrias gomberti là một loài bướm đêm trong họ Noctuidae.